# 1498 en musique classique
| \| • Retour à la chronologie générale de la musique classique • \| |
| Grèce • Rome • Haut Moyen Âge • VIIIe siècle • IXe siècle • Xe siècle • XIe siècle XIIe siècle • XIIIe siècle • XIVe siècle • XVe siècle • XVIe siècle • XVIIe siècle XVIIIe siècle • XIXe siècle • XXe siècle • XXIe siècle |
| • Retour à la chronologie générale de la musique classique • |

| Années en musique classique : 1495 - 1496 - 1497 - 1498 - 1499 - 1500 - 1501    |
| Décennies en musique classique : 1460 - 1470 - 1480 - 1490 - 1500 - 1510 - 1520 |

## Événements

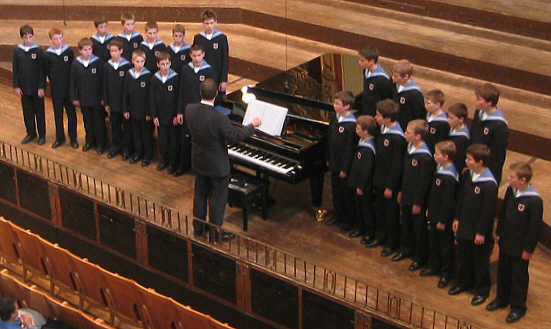
Petits Chanteurs de Vienne

- Fondation des Petits Chanteurs de Vienne par Maximilien Ier.

fl. 1489-1500 :
- Matthaeus Pipelare, compositeur franco-flamand.